# گرتا گینت
گرتا گینت (انگلیسی: Greta Gynt; ۱۵ نوامبر ۱۹۱۶ – ۲ آوریل ۲۰۰۰) هنرپیشه اهل نروژ بود. وی بین سال‌های ۱۹۳۴ تا ۱۹۶۳ میلادی فعالیت می‌کرد.
از فیلم‌ها یا برنامه‌های تلویزیونی که وی در آن نقش داشته‌است می‌توان به گاهشماری اشاره کرد.